# Цзяо Цзяо
Цзя́о Цзя́о (кит. трад. 焦姣, английское имя — Лиза Цзяо Цзяо, урождённая Цзяо Лина́ (焦莉娜); 6 марта 1943 г.) — тайваньская киноактриса, наиболее известная своими работами в гонконгском кино.

## История
Родилась в Чунцине 6 марта 1943 года. Её семья переехала на Тайвань в 1949 году. Занялась актёрским мастерством в 1961 году.
В 1963 году Цзяо вышла замуж за Хуан Цзунсюня, в следующем году Хуан уехал в Гонконг, чтобы присоединиться к студии Shaw Brothers, а Цзяо осталась на Тайване, чтобы продолжить сниматься.
В 1966 году Хуан попал в автомобильную аварию, и Цзяо переехала в Гонконг, чтобы присматривать за ним. Там Цзяо пригласили в студию братьев Шао, когда она снялась в фильме « Однорукий фехтовальщик» вместе с Джимми Ван Юем, который имел неожиданный успех. Позже она появилась в таких фильмах, как «Убийца „, “Возвращение однорукого фехтовальщика» и «Причина для убийства». В 1972 году она покинула студию и ненадолго вернулась на Тайвань, где несколько раз появлялась на телевидении.
В 1976 году, когда Хуан ехал на мотоцикле по Тайваню, он попал во вторую автомобильную аварию, однако на этот раз не выжил. Цзяо жила одна со своим сыном в Гонконге. Она более активно работала за кулисами, особенно в качестве дублера. Затем она снялась в нескольких гонконгских фильмах в 1980-х и 1990-х годах, с её последним появлением в фильме 1998 года « Бишонен». Сыграла около 50 ролей в период с 1964 по 1998 год.
В 1994 году вышла замуж за гонконгского актёра Кеннета Цана.
В 2009 году появилась в фильме "Принц слез " режиссёра Йонфана. Его показали на кинофестивалях в Венеции и Торонто в 2009 году.